# Leopold Wahlstedt
Leopold Wahlstedt (* 4. Juli 1999 in Stockholm) ist ein schwedischer Fußballtorwart, der aktuell in Dänemark bei Aarhus GF unter Vertrag steht.

## Karriere

### Verein
Leopold Wahlstedt, ein Enkelsohn eines Großvaters aus Sizilien, wurde in Stockholm geboren und spielte bei Norrtulls SK sowie beim Vorortverein AIK Solna, bevor er zum FC Djursholm wechselte. 2018 wurde er dann von Dalkurd FF unter Vertrag genommen, jedoch absolvierte er während der Saison 2018 in der Allsvenskan kein einziges Spiel, sondern lediglich ein Spiel im schwedischen Pokal. 2019 folgte der Wechsel nach Norwegen zum Drittligisten Arendal Fotball. Saß Wahlstedt zunächst noch auf der Bank, erkämpfte er sich bald den Status als Nummer eins. Er spielte bis zum Ende der Saison 2020 bei diesem Verein und wechselte dann zum Erstligisten Odds BK. Bei diesem Verein war Leopold Wahlstedt zunächst Ersatztorwart und kam zunächst lediglich in der zweiten Mannschaft zum Einsatz, ehe er ab September 2021 zum Stammtorwart aufstieg. In der Saison 2022 belegte Odds BK in der Liga den fünften Tabellenplatz, woran auch Wahlstedt mit sieben Partien ohne Gegentor Anteil hatte. Im Sommer 2023 wechselte er nach England zu Blackburn. Nach nur einer Saison zog er weiter zu Aarhus GF.

### Nationalmannschaft
Leopold Wahlstedt absolvierte am 2. September 2017 bei einer 2:4-Niederlage gegen Norwegen sein einziges Spiel für die U18 Schwedens. Am 9. Januar 2023 kam er dann beim 2:0-Sieg gegen Finnland zu seinem ersten Einsatz für die A-Nationalmannschaft der Schweden.